# Боткін Сергій Петрович
Сергі́й Петро́вич Бо́ткін  (5 (17) вересня 1832 , Москва  — 12 (24) грудня 1889 , Ментона, Франція ) — російський лікар-терапевт, засновник наукової медицини в Російській імперії, громадський діяч.

## Біографія
Народився в Москві в купецькій родині. Його батько, відомий торговець чаєм, купець 1-ї гільдії і потомствений почесний громадянин, був двічі одружений і мав 25 дітей, з яких вижило 9 синів і 5 дочок. Майже всі вони стали знамениті: серед братів Сергія Петровича були літератори, художники, староста храму Христа Спасителя, одна з сестер була одружена з поетом Афанасієм Фетом, інша — за московським міським головою і лідером партії «октябристів» Олександром Гучковим.
Закінчив медичний факультет Московського університету (1855). Захистив докторську дисертацію 10 серпня 1860 року на тему «О всасывании жира в кишках», присуджено науковий ступінь доктора медицини.
З 1861 року — професор Медико-хірургічної академії в Петербурзі. Боткін підкреслював, що при лікуванні треба впливати не тільки на хворобу, а й на організм хворого в цілому. Праці Боткіна присвячені багатьом питанням (на той час майже не вивченим), зокрема захворюванням серцево-судинної системи, інфекційним хворобам, військово-польовій терапії, ураженням печінки, нирок, вивченню дії лікарських речовин тощо.
Сергій Петрович Боткін став першим серед російських лікарів царським лейб-медиком (до того царська сім'я довіряла лише іноземцям). Очолював Товариство російських лікарів. Він зробив дуже багато для поліпшення санітарних умов і зменшення смертності, організував перші в країні клінічну й експериментальну лабораторії, звідки вийшов перший російський нобелівський лауреат, фізіолог Іван Павлов.
Його сини Сергій і Євгеній також стали відомими лікарями. Євген став також лейб-медиком, його розстріляли 1918 року разом із царською сім'єю під Єкатеринбургом.
Велику роль в поширенні ідей Боткіна в Україні відіграв його учень В. Т. Покровський, що працював у Києві, та видатні українські терапевти В. П. Образцов, М. Д. Стражеско, Т. Г. Яновський, їхні численні учні (В. М. Іванов, М. М. Губергріц та інші).

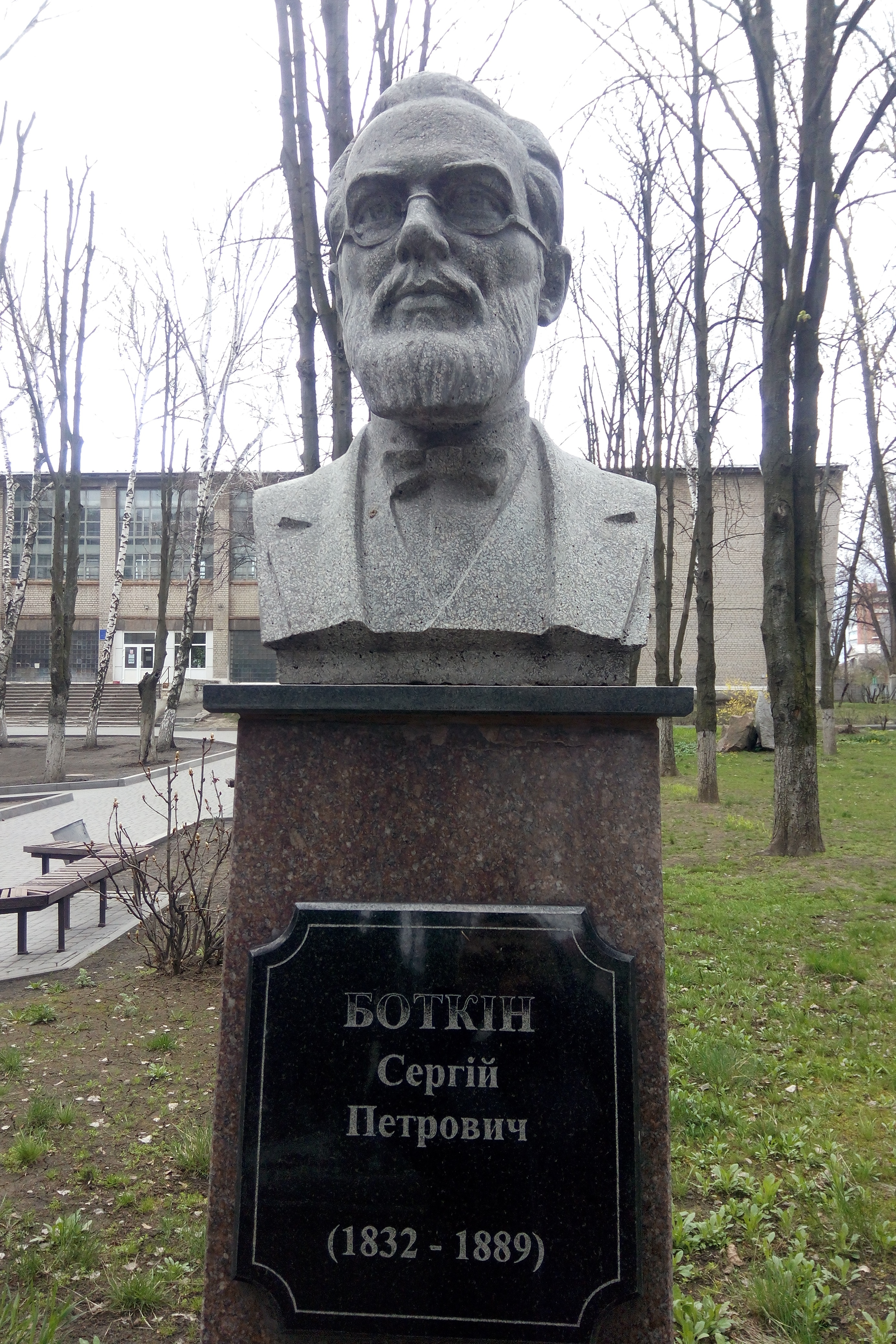
Погруддя С. П. Боткіна на Алеї вчених медичної академії в Дніпрі

## Праці
- С. П. Боткин. Курс клиники внутренних болезней и клинические лекции: в двух томах. — Москва : Книга по Требованию, 2017. — 188 с. — ISBN 978-5-458-38315-8.

## Вшанування пам'яті
- Вулиця Боткіна 
 в Україні: у містах Київ, Луцьк, Горлівка, Маріуполь, Кривий Ріг, Хрустальний, 
 у 1953—2022 роках вулиця Боткіна у Львові;  
 Боткінська вулиця[ru] у Ялті; 
 вулиця Боткіна / Боткінська у 8 містах Росії
- Погруддя С. П. Боткіна на Алеї вчених медиків медичної академії в Дніпрі (вул. Севастопольська, 17)